# Basilius Steidle
Basilius Steidle, OSB (* 8. März 1903 in Königsheim als Augustin Steidle; † 19. Februar 1982 in Beuron) war ein deutscher Benediktiner, Hochschullehrer und Patrologe. 

## Leben
Von 1914 bis 1918 besuchte Steidle die Schule in der Benediktinerabtei Emaus (Prag), danach lebte er ab 1919 in Württemberg und legte sein Abitur in Ravensburg ab. Er begann im Juni 1923 in der Erzabtei Beuron sein Noviziat, legte 1924 die zeitliche und am 15. August 1927 seine ewige Profess ab. 1924 inskribierte er sich als Student an der Benediktinerhochschule Sant’Anselmo in Rom und wurde dort 1930 zum Dr. theol. promoviert. Am 2. Juli 1929 empfing er in der Erzabtei Montecassino die Priesterweihe durch Abtbischof Gregorio Diamare. Nach Beuron zurückgekehrt war der Pater dort von 1930 bis 1952 Professor an der Hochschule in Beuron (zunächst lehrte er Dogmatik, ab 1933 Patrologie). 1940 erhielt er von der Reichsschrifttumskammer Publikationsverbot. Er leistete 1943 bis 1945 Militärdienst. 1952 ging er als Professor für Patrologie und Direktor an das Monastische Institut der Hochschule St. Anselmo in Rom, wo er 1968 emeritiert wurde. Basilius Steidle kehrte in sein Professkloster im Donautal zurück und blieb bis 1981 weiter wissenschaftlich tätig. Sein Gesamtwerk umfasst ca. 80 Titel.

## Schriften (Auswahl)
- Die Kirchenväter. Eine Einführung in ihr Leben und Werk. Friedrich Pustet Verlag, Regensburg 1939.
- als Hrsg.: Die Benediktus-Regel lateinisch-deutsch. Beuron 1963; 2. Auflage ebenda 1975.
- Beiträge zum alten Mönchtum und zur Benediktusregel. Hrsg. von Ursmar Engelmann. Thorbecke, Sigmaringen 1996.